# Radoslav Kováč
Radoslav Kováč (IPA: /ˈradoslaf ˈkovaːtʃ/), född 27 november 1979 i Prag, är en tjeckisk före detta fotbollsspelare som senast spelade för AC Sparta Prag, dit han kom från Slovan Liberec.

## Meriter
FC Basel
- Axpo Super League: 2012
- Schweiziska cupen: 2012